# Stade de la Coupe du monde de Jeju
Le stade de la Coupe du monde de Jeju (en hangeul: 제주 월드컵 경기장) est un stade de football situé à Seogwipo sur l'ile volcanique de Jeju-do en Corée du Sud. Sa forme rappelle celle de la bouche d'un volcan et son toit rappelle les filets des bateaux de pêche.
Il a une capacité de 35 657 places. C'est le domicile du Jeju United FC du Championnat de Corée du Sud de football.

## Histoire
Il est construit en 2001 pour 112,5 milliards de wons (~$90 millions de dollars américains) en vue de la Coupe du monde de football de 2002.
Après le tournoi mondial, environ 8 000 sièges provisoires de la tribune supérieure est sont transférés au Gangchanghak Practice Stadium, rendant le nombre total de places à 35 657 au lieu de 42 256 précédemment.

## Galerie

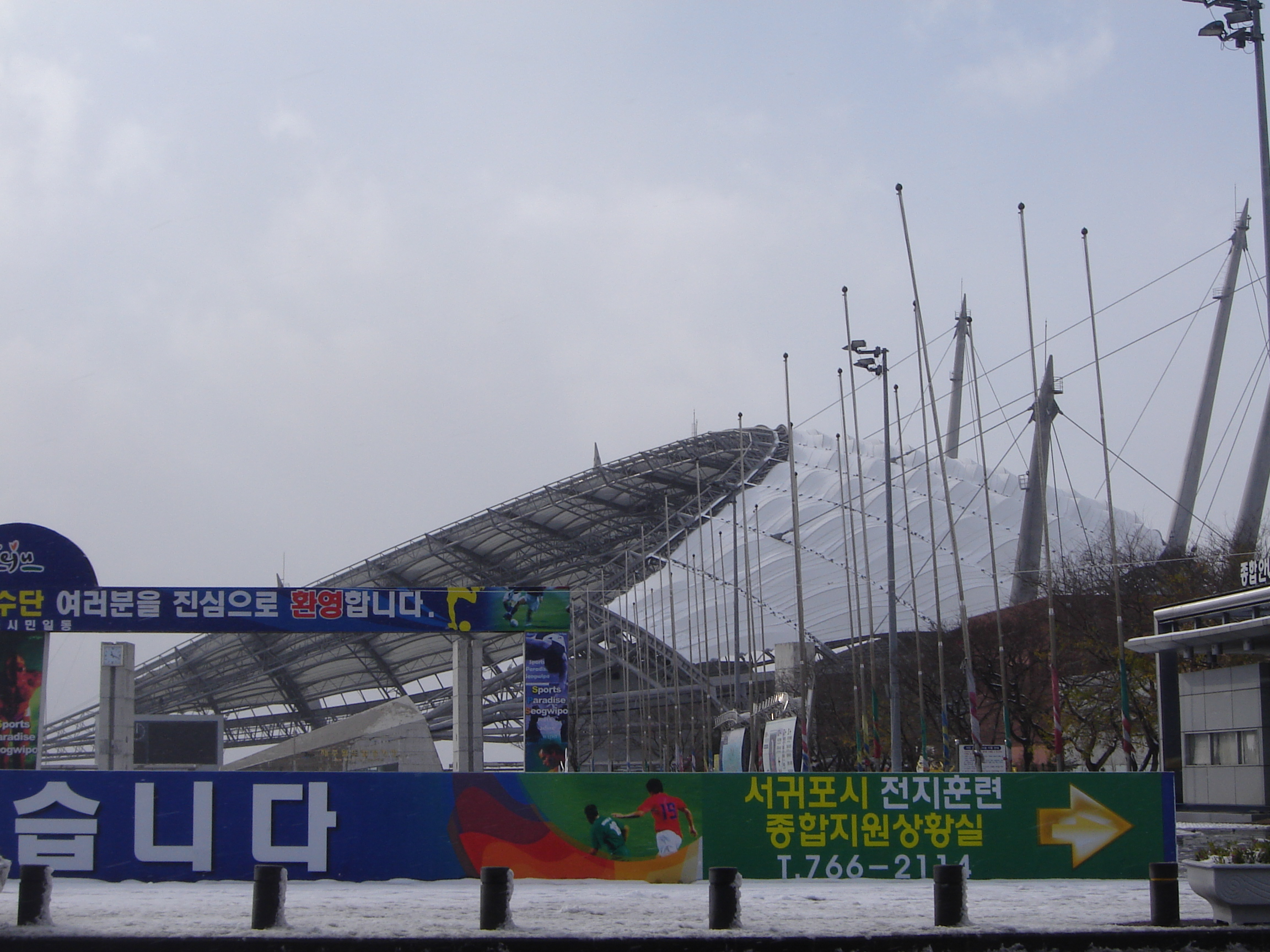

## Événements
- Coupe du monde de football de 2002

### Coupe du monde de football de 2002

#### Matchs du1ertour
- 8 juin 2002 :  Brésil 4-0  Chine
- 12 juin 2002 :  Slovénie 1-3  Paraguay

#### Huitième de finale
- 15 juin 2002 :  Allemagne 1-0  Paraguay